# リューリカ TR-1
リューリカ TR-1はアルヒープ・リューリカによって設計され、リューリカ設計局によって生産されたターボジェットエンジンである。ソビエト連邦で最初の独自開発のジェットエンジンだった。

## 開発
1944年5月、リューリカは推力12.3 kN (2,800 lbf)のターボジェットエンジンの開発を受注し、開発を開始した。彼は1945年3月にS-18と称される8段式軸流式圧縮機エンジンを実演した。1946年初頭にソビエト政府からS-18を推力15.5 kN (3,500 lbf)の実用可能なエンジンとして開発するように要請を受けた。
TR-1は1946年初頭に開発され最初の地上試験が8月9日に行われた。レンドリースされたB-25レシプロ爆撃機のパイロンに懸架されて飛行試験が実施された。
TR-1は推力が不十分で設計よりも燃料消費が多く、成功しなかった。この失敗はソビエト初のジェット爆撃機であるIlyushin Il-22の中止に直結した。 リューリカはさらにエンジンの開発を進め、推力20.5 kNのTR-1Aを開発した。しかし、燃料消費が多すぎて中止された。

## 搭載機
- アレクセイエフ I-21
- イリューシン Il-22
- スホーイ Su-10
- スホーイ Su-11

## 仕様諸元 (TR-1)
一般的特性
- 形式: ターボジェット
- 全長:
- 直径:
- 乾燥重量: 885 kg (1,951 lb)[1]

構成要素
- 圧縮機: 8段軸流式
- タービン: 単段[1]

性能
- 推力: 12.8 kN (2,900 lbf)
- 燃料消費率: 129 - 137 kg/kN·h (1.27-1.35 lb/lbf·h)
- 推力重量比: 14.5 N/kg (1.47 lbf/lb)

出典: Gordon, OKB Ilyushin: A History of the Design Bureau and its Aircraft.